# Nyborgs herrgård

Nyborg är en herrgård i Håtuna socken, Upplands-Bro kommun, 10 kilometer väster om Sigtuna.
Godset som har medeltida ursprung ägde ännu på 1930-talet 631 hektar mark. Huvudbyggnaden som är i sten i två våningar består delvis av bevarade delar från 1300-talet. Bland Nyborgs ägare märks under 1600-talet ätten Ulfsparre och 1823–1831 general Johan August Sandels. Det finns ett bevarat kontrakt från 1651 där stenhuggarmästaren Christian Pfundt för Beata Oxenstierna skulle insätta tre "spislar" i huggen sandsten i stora salen (med fristående kolonner), en "camin" i "under frustugan" och en tredje i en kammare.
Gården som länge hette Nyby torde avbildas under detta namn i Gripenhielms Mälarkarta 1689 i Kungliga biblioteket. Den lilla gouachen återger ett gråvitt tvåvånigt stenhus med valmat sadeltak med ett system av trädgårdsterrasser i sluttningen mot Mälaren återgivna i vit färg. (Även Nybyholm i Enköpings-Näs socken har föreslagits i sammanhanget, men detta var en karolinsk anläggning i trä med framskjutande sal och paviljonger mot entrésidan och trädgården förlagd intill uppfartsvägen på andra sidan om vattnet.).  